# Weidelewka
Weidelewka (russisch Ве́йделевка) ist eine Siedlung städtischen Typs in der Oblast Belgorod in Russland mit 7008 Einwohnern (Stand 14. Oktober 2010).

## Geographie
Der Ort liegt etwa 140 km Luftlinie ostsüdöstlich des Oblastverwaltungszentrums Belgorod, gut 10 km von der Staatsgrenze zur Ukraine entfernt. Er befindet sich an der Urjewa, einem linken Nebenfluss des Oskol.
Weidelewka ist Verwaltungszentrum des Rajons Weidelewski sowie Sitz der Stadtgemeinde (gorodskoje posselenije) Possjolok Weidelewka, zu der außerdem der 6 km östlich gelegene Weiler (chutor) Pridoroschny gehört.

## Geschichte
Der Ort geht auf den 1742 erstmals erwähnten Weiler Wyschnjaja Urajewka zurück, der 1747 vom russischen Generalmajor außer Dienst Rüdiger von Wedel († 1752) gekauft und in Folge nach ihm beziehungsweise seiner Familie – in abgewandelter Schreibweise – benannt wurde.
Am 30. Juli 1928 wurde Weidelewka Verwaltungssitz eines neu geschaffenen, nach ihm benannten Rajons. 1972 erhielt der Ort den Status einer Siedlung städtischen Typs.

### Bevölkerungsentwicklung
| Jahr | Einwohner |
| ---- | --------- |
| 1939 | 3837      |
| 1959 | 3062      |
| 1970 | 4632      |
| 1979 | 5660      |
| 1989 | 7055      |
| 2002 | 7188      |
| 2010 | 7008      |

Anmerkung: Volkszählungsdaten

## Verkehr
Durch Weidelewka verläuft die Regionalstraße 14K-8 von Nowy Oskol über Waluiki und weiter nach Rowenki.
Die nächstgelegene Bahnstation befindet sich in der 25 km westlich gelegenen Stadt Waluiki, wo sich die Strecken Moskau – Luhansk und Charkiw – Pensa kreuzen.